# Université d'État de Tetovo
L'université d'État de Tetovo (en macédonien, Државен универзитет во Тетово ; en albanais Universiteti Shtetëror i Tetovës) est une université publique de la Macédoine du Nord. Elle a été fondée en illégalement en 4.06.1994 par l'importante minorité albanaise du pays dans la ville de Tetovo. Après de nombreux incidents avec les forces de l'ordre puis le conflit interethnique de 2001, le Parlement macédonien a officiellement reconnu son existence en 2004. Elle dispense pratiquement tous ses cours en albanais, mais aussi en macédonien et parfois en anglais.

## Facultés
L'université compte dix facultés :
- Faculté d'économie
- Faculté de droit
- Faculté de sciences appliquées
- Faculté d'art
- Faculté de philosophie
- Faculté de philologie
- Faculté de sciences médicales
- Faculté de sciences naturelles et de mathématiques
- Faculté de technologie agroalimentaire
- Faculté d'éducation physique